# Ню Хуэйцзин, Томас
Томас Ню Хуэйцзин (18 сентября 1895 год, Китай — 28 февраля 1973 год, Китайская Республика) — католический прелат, епископ Янгу с 11 апреля 1946 года по 28 февраля 1973 год.

## Биография
30 сентября 1923 года был рукоположён в священники.
12 января 1943 года Римский папа Пий XII назначил Томаса Ню Хуэйцзина апостольским викарием апостольского викариата Янгу и титулярным епископом Сертеи. 4 апреля 1943 года состоялось рукоположение Томаса Ню Хуэйцзина в епископа, которое совершил апостольский викарий апостольского викариата Циндао Фома Тянь Гэнсинь.
Участвовал в работе I, II, III и IV сессия II Ватиканского собора.
C 30 августа 1969 года по 16 июля 1970 года Павел Чэн Шигун был апостольским администратором епархии Цзяи.
Скончался 28 февраля 1973 года.